# ハリウッド・リポーター
『ハリウッド・リポーター』（The Hollywood Reporter, THR）とは、映画、テレビなどのエンターテインメント業界の情報を扱う週刊誌、ならびに隔月の特集誌、季刊のグラビア誌、ウェブサイト、PDFの新聞、iPadアプリケーション、およびイベントを指す。
1930年9月3日、ウィリアム・ウィルカーソンによって日刊紙として発行された。ハリウッド最初の業界紙であり、同じく1930年代に映画業界紙として刊行を開始し拡大を遂げた『バラエティ』とよく比較される。2010年10月に週刊化。さまざまな企業による保有を経て、2006年にVNU（現・ニールセン・カンパニー）が買収。からはペンスケ・メディア傘下にある。

## 日本における企業活動
2021年10月1日よりハリウッド・リポーター（THR）は日本のデジタル・メディア会社ハーシー・シガ・グローバル（HSG）と業務を提携し、日本市場に再びエンターテイメント誌を進出させることを発表。同日よりHSGはPR、デジタル、イベント広告および日本全国のスポンサーシップを含むTHRの営業を担当することとなり、以来、日本の人材を海外に紹介するなどしてきた。かつて創立編集者ティチ・ウィルカーソン・カッセルの時代に後者と協力しており、両者には長い歴史がある。

## 日本版『ザ・ハリウッド・リポーター・ジャパン』の展開
2023年1月より、米誌『ハリウッド・リポーター』の日本版として、『ザ・ハリウッド・リポーター・ジャパン』の展開を開始した。『ザ・ハリウッド・リポーター・ジャパン』 は、ザ・ハリウッド・リポーターLLCのライセンスに基づき、ハーシー・シガ・グローバル株式会社 によってデジタル展開されている。日本の映画・テレビ業界、アニメ市場や芸能事務所に特化し、国内・海外問わず映画、テレビ関連のエンタメ記事を幅広くカバーしている。『ザ・ハリウッド・リポーター・ジャパン』の会長は志賀 司氏が務める。